# Barycholos pulcher
Barycholos pulcher is een kikker uit de familie Strabomantidae. De soort werd voor het eerst wetenschappelijk beschreven door George Albert Boulenger in 1898. Oorspronkelijk werd de wetenschappelijke naam Leptodactylus pulcher gebruikt.
De soort is endemisch in Pacific Lowlands van Ecuador. De kikker is aangetroffen op een hoogte van ongeveer 50 tot 900 meter boven zeeniveau.